# 珍妮弗·默里
珍妮弗·默里（英語：Jennifer Murray，1940年6月—），美国飛行員。
- 1997年，她在97天内环球驾驶直升机环球飞行36000英里，成为吉尼斯世界记录中“第一个及最快驾驶直升机环球飞行的女性”
- 2007年，她和科林·博迪尔历时171天完成了驾驶直升机飞越北极和南极的破纪录旅行。